# 1. Tennis-Bundesliga (Herren) 2014
Die Tennis-Bundesliga der Herren wurde 2014 zum 43. Mal ausgetragen. Die 1. Liga bestand aus zehn Mannschaften. Aufgestiegen sind der Gladbacher HTC und der TV Reutlingen. Durch den Rückzug von Wacker Burghausen, konnte der letztjährige sportliche Absteiger Bremerhavener TV in der Liga verbleiben.

## Spieltage und Mannschaften
| Spieltage                                    |
| -------------------------------------------- |
| 1. Spieltag: So., 29. Juni 2014, 11:00 Uhr   |
| 2. Spieltag: Fr., 4. Juli 2014, 13:00 Uhr    |
| 3. Spieltag: So., 6. Juli 2014, 11:00 Uhr    |
| 4. Spieltag: So., 13. Juli 2014, 11:00 Uhr   |
| 5. Spieltag: Fr., 18. Juli 2014, 13:00 Uhr   |
| 6. Spieltag: So., 20. Juli 2014, 11:00 Uhr   |
| 7. Spieltag: So., 27. Juli 2014, 11:00 Uhr   |
| 8. Spieltag: So., 3. August 2014, 11:00 Uhr  |
| 9. Spieltag: So., 10. August 2014, 11:00 Uhr |

| Mannschaften               |
| -------------------------- |
| Badwerk Gladbacher HTC (N) |
| Bremerhavener TV 1905      |
| Erfurter TC Rot-Weiß       |
| HTC Blau-Weiß Krefeld      |
| Rochusclub Düsseldorf      |
| TC Blau-Weiss Halle        |
| TC Blau-Weiss Neuss        |
| TK Grün-Weiss Mannheim     |
| TK Kurhaus Aachen          |
| TV Reutlingen (N)          |

## Abschlusstabelle
|      | Mannschaft                 | Begegnungen | Punkte | Matches | Sätze | Spiele  |
| ---- | -------------------------- | ----------- | ------ | ------- | ----- | ------- |
| 01.  | TC Blau-Weiss Halle        | 9           | 17:1   | 45:9    | 95:33 | 626:426 |
| 02.  | TK Kurhaus Aachen          | 9           | 16:2   | 39:15   | 86:39 | 582:428 |
| 03.  | TK Grün-Weiss Mannheim     | 9           | 13:5   | 34:20   | 77:50 | 584:488 |
| 04.  | Erfurter TC Rot-Weiß       | 9           | 12:6   | 37:17   | 84:53 | 554:486 |
| 05.  | TC Blau-Weiss Neuss        | 9           | 7:11   | 19:35   | 48:79 | 448:543 |
| 06.  | Badwerk Gladbacher HTC (N) | 9           | 6:12   | 24:30   | 61:73 | 497:542 |
| 07.  | Rochusclub Düsseldorf      | 9           | 6:12   | 22:32   | 59:72 | 534:538 |
| 08.  | HTC Blau-Weiß Krefeld      | 9           | 6:12   | 21:33   | 59:71 | 494:528 |
| 09.  | TV Reutlingen (N)          | 9           | 5:13   | 18:36   | 41:80 | 440:567 |
| 010. | Bremerhavener TV 1905      | 9           | 2:16   | 11:43   | 31:91 | 398:611 |

|                      |                                                                |
| Zum Saisonende 2013: |                                                                |
| (M)                  | Meister, Meister in der Vorsaison                              |
| (N)                  | Neuling, Aufsteiger aus der 2. Tennis-Bundesliga (Herren) 2013 |

| Zum Saisonende 2014:                                        |
| Meister Absteiger in die 2. Tennis-Bundesliga (Herren) 2015 |

## Mannschaftskader
| Pos. | Name                   |
| ---- | ---------------------- |
| 1    | Jerzy Janowicz         |
| 2    | Guillermo García López |
| 3    | Ivo Karlović           |
| 4    | Michał Przysiężny      |
| 5    | Alexander Nedowessow   |
| 6    | Dustin Brown           |
| 7    | Andreas Haider-Maurer  |
| 8    | Ričardas Berankis      |
| 9    | Xavier Malisse         |
| 10   | Thomas Schoorel        |
| 11   | Marcin Gawron          |
| 12   | Jasper Smit            |
| 13   | Mark de Jong           |
| 14   | Malte Stropp           |
| 15   | Tim Sandkaulen         |
| 16   | Daniel Altmaier        |

| Pos. | Name              |
| ---- | ----------------- |
| 1    | Paolo Lorenzi     |
| 2    | Diego Schwartzman |
| 3    | João Souza        |
| 4    | Damir Džumhur     |
| 5    | Guillaume Rufin   |
| 6    | Steve Darcis      |
| 7    | Simon Greul       |
| 8    | Rui Machado       |
| 9    | Steven Moneke     |
| 10   | Moritz Baumann    |
| 11   | Marc Sieber       |
| 12   | Daniele Giorgini  |
| 13   | Daniele Bracciali |
| 14   | Massimo Ocera     |
| 15   | Robin Hillen      |
| 16   | David Amendt      |

| Pos. | Name                   |
| ---- | ---------------------- |
| 1    | Andreas Seppi          |
| 2    | Édouard Roger-Vasselin |
| 3    | Jérémy Chardy          |
| 4    | Lukáš Rosol            |
| 5    | Victor Hănescu         |
| 6    | Łukasz Kubot           |
| 7    | Horacio Zeballos       |
| 8    | Marc Gicquel           |
| 9    | Jan Mertl              |
| 10   | Jaroslav Pospíšil      |
| 11   | Martin Emmrich         |
| 12   | Oliver Marach          |
| 13   | Johannes Ager          |
| 14   | Leoš Friedl            |
| 15   |                        |
| 16   |                        |

| Pos. | Name                 |
| ---- | -------------------- |
| 1    | Jürgen Melzer        |
| 2    | Grega Žemlja         |
| 3    | Potito Starace       |
| 4    | Martín Alund         |
| 5    | Máximo González      |
| 6    | Matteo Viola         |
| 7    | Flavio Cipolla       |
| 8    | Renzo Olivo          |
| 9    | Kristijan Mesaroš    |
| 10   | Alessandro Giannessi |
| 11   | Antal van der Duim   |
| 12   | Pablo Galdón         |
| 13   | Jens Janssen         |
| 14   | Patrick Mangelsdorf  |
| 15   | Lukas Schäfer        |
| 16   | Martin Strogies      |

| Pos. | Name                 |
| ---- | -------------------- |
| 1    | Martin Kližan        |
| 2    | Pablo Andújar        |
| 3    | Igor Sijsling        |
| 4    | Teimuras Gabaschwili |
| 5    | Albert Montañés      |
| 6    | Jesse Huta Galung    |
| 7    | Pere Riba            |
| 8    | Mischa Zverev        |
| 9    | Jozef Kovalík        |
| 10   | Jewgeni Koroljow     |
| 11   | Matwé Middelkoop     |
| 12   | Peter Torebko        |
| 13   | Filip Horanský       |
| 14   | Michal Mertiňák      |
| 15   | Lucius von Arnim     |
| 16   | Lorenz Schwab        |

| Pos. | Name                    |
| ---- | ----------------------- |
| 1    | Jarkko Nieminen         |
| 2    | Robin Haase             |
| 3    | Daniel Gimeno Traver    |
| 4    | Jan-Lennard Struff      |
| 5    | Pierre-Hugues Herbert   |
| 6    | Simone Bolelli          |
| 7    | Rubén Ramírez Hidalgo   |
| 8    | Daniel Muñoz de la Nava |
| 9    | Tim Pütz                |
| 10   | Dennis Novak            |
| 11   | Lennart Zynga           |
| 12   | Christopher Koderisch   |
| 13   | David Marrero           |
| 14   | Christopher Kas         |
| 15   | Johannes Kolowrat       |
| 16   | Philipp Hoffmann        |

| Pos. | Name              |
| ---- | ----------------- |
| 1    | Marcel Granollers |
| 2    | Filippo Volandri  |
| 3    | Peter Gojowczyk   |
| 4    | Facundo Bagnis    |
| 5    | Adrian Ungur      |
| 6    | Lorenzo Giustino  |
| 7    | Antonio Veić      |
| 8    | Gerard Granollers |
| 9    | Jeremy Jahn       |
| 10   | Philipp Oswald    |
| 11   | Marc Meigel       |
| 12   | Kevin Deden       |
| 13   | Sascha Klör       |
| 14   | Marius Zay        |
| 15   | Jonas Heime       |
| 16   |                   |

| Pos. | Name                |
| ---- | ------------------- |
| 1    | Tommy Haas          |
| 2    | Federico Delbonis   |
| 3    | Jiří Veselý         |
| 4    | Tobias Kamke        |
| 5    | Dušan Lajović       |
| 6    | Benjamin Becker     |
| 7    | Dominic Thiem       |
| 8    | Gerald Melzer       |
| 9    | Martin Fischer      |
| 10   | Björn Phau          |
| 11   | Robin Kern          |
| 12   | Simon Stadler       |
| 13   | Marc López          |
| 14   | Alexander Peya      |
| 15   | Jannik Gieße        |
| 16   | Alexander Kürschner |

| Pos. | Name                  |
| ---- | --------------------- |
| 1    | Philipp Kohlschreiber |
| 2    | Florian Mayer         |
| 3    | Carlos Berlocq        |
| 4    | Roberto Bautista Agut |
| 5    | Daniel Brands         |
| 6    | Aljaž Bedene          |
| 7    | Julian Reister        |
| 8    | Andreas Beck          |
| 9    | Philipp Petzschner    |
| 10   | Matthias Bachinger    |
| 11   | Cedrik-Marcel Stebe   |
| 12   | Dominik Meffert       |
| 13   | Alexander Zverev      |
| 14   | Andre Begemann        |
| 15   | František Čermák      |
| 16   | Leif Berger           |

| Pos. | Name                 |
| ---- | -------------------- |
| 1    | Albert Ramos Viñolas |
| 2    | Stéphane Robert      |
| 3    | Blaž Kavčič          |
| 4    | Thiemo de Bakker     |
| 5    | Jordi Samper Montaña |
| 6    | Victor Crivoi        |
| 7    | Benjamin Balleret    |
| 8    | Simone Vagnozzi      |
| 9    | Matteo Trevisan      |
| 10   | Marco Crugnola       |
| 11   | Leonardo Azzaro      |
| 12   | Florian Fallert      |
| 13   | Daniel Stöhr         |
| 14   |                      |
| 15   |                      |
| 16   |                      |

## Ergebnisse
| Datum/Uhrzeit        | Heimmannschaft                | Gastmannschaft                | Matches | Sätze | Spiele |
| -------------------- | ----------------------------- | ----------------------------- | ------- | ----- | ------ |
| So. 29. Juni 11:00   | HTC Blau-Weiß Krefeld         | Bremerhavener TV 1905         | 5:1     | 11:3  | 72:49  |
| So. 29. Juni 11:00   | TV Reutlingen                 | TK GW Mannheim                | 0:6     | 0:12  | 41:74  |
| So. 29. Juni 11:00   | Rochusclub Düsseldorf         | Badwerk Gladbacher HTC        | 1:5     | 5:10  | 59:67  |
| So. 29. Juni 11:00   | TC Blau-Weiss Neuss           | TK Kurhaus Lambertz Aachen    | 1:5     | 3:11  | 44:70  |
| So. 29. Juni 11:00   | TC Blau-Weiß Halle            | Erfurter Tennis-Club Rot-Weiß | 4:2     | 9:7   | 69:64  |
| Fr. 4. Juli 13:00    | Bremerhavener TV 1905         | Badwerk Gladbacher HTC        | 4:2     | 10:7  | 63:56  |
| Fr. 4. Juli 13:00    | TK Kurhaus Lambertz Aachen    | Erfurter Tennis-Club Rot-Weiß | 4:1     | 10:5  | 66:47  |
| Fr. 4. Juli 13:00    | TV Reutlingen                 | HTC Blau-Weiß Krefeld         | 2:4     | 4:8   | 43:57  |
| Fr. 4. Juli 13:00    | TC Blau-Weiß Halle            | TC Blau-Weiss Neuss           | 5:1     | 11:3  | 67:43  |
| Fr. 4. Juli 13:00    | TK GW Mannheim                | Rochusclub Düsseldorf         | 4:2     | 10:7  | 70:64  |
| So. 6. Juli 11:00    | HTC Blau-Weiß Krefeld         | TC Blau-Weiß Halle            | 0:6     | 5:12  | 57:70  |
| So. 6. Juli 11:00    | Badwerk Gladbacher HTC        | TK Kurhaus Lambertz Aachen    | 2:4     | 5:9   | 42:68  |
| So. 6. Juli 11:00    | Erfurter Tennis-Club Rot-Weiß | Rochusclub Düsseldorf         | 6:0     | 12:4  | 70:58  |
| So. 6. Juli 11:00    | TC Blau-Weiss Neuss           | TV Reutlingen                 | 4:2     | 10:7  | 61:59  |
| So. 6. Juli 11:00    | TK GW Mannheim                | Bremerhavener TV 1905         | 4:2     | 9:4   | 70:45  |
| So. 13. Juli 11:00   | Bremerhavener TV 1905         | TC Blau-Weiss Neuss           | 2:4     | 4:8   | 40:62  |
| So. 13. Juli 11:00   | TK Kurhaus Lambertz Aachen    | TV Reutlingen                 | 4:2     | 9:4   | 63:48  |
| So. 13. Juli 11:00   | Badwerk Gladbacher HTC        | HTC Blau-Weiß Krefeld         | 4:2     | 9:7   | 65:56  |
| So. 13. Juli 11:00   | Erfurter Tennis-Club Rot-Weiß | TK GW Mannheim                | 3:3     | 8:8   | 58:63  |
| So. 13. Juli 11:00   | Rochusclub Düsseldorf         | TC Blau-Weiß Halle            | 1:5     | 3:11  | 46:72  |
| Fr. 18. Juli 13:00   | Bremerhavener TV 1905         | Erfurter Tennis-Club Rot-Weiß | 0:6     | 3:12  | 42:68  |
| Fr. 18. Juli 13:00   | TK Kurhaus Lambertz Aachen    | HTC Blau-Weiß Krefeld         | 4:2     | 9:5   | 59:44  |
| Fr. 18. Juli 13:00   | TV Reutlingen                 | Rochusclub Düsseldorf         | 1:5     | 2:10  | 47:73  |
| Fr. 18. Juli 13:00   | TC Blau-Weiß Halle            | Badwerk Gladbacher HTC        | 5:1     | 11:3  | 74:43  |
| Fr. 18. Juli 13:00   | TK GW Mannheim                | TC Blau-Weiss Neuss           | 6:0     | 12:1  | 72:39  |
| So. 20. Juli 11:00   | HTC Blau-Weiß Krefeld         | TK GW Mannheim                | 1:5     | 4:11  | 44:73  |
| So. 20. Juli 11:00   | TV Reutlingen                 | Erfurter Tennis-Club Rot-Weiß | 3:3     | 7:9   | 50:66  |
| So. 20. Juli 11:00   | Rochusclub Düsseldorf         | TK Kurhaus Lambertz Aachen    | 1:5     | 5:10  | 52:61  |
| So. 20. Juli 11:00   | TC Blau-Weiss Neuss           | Badwerk Gladbacher HTC        | 3:3     | 6:7   | 47:54  |
| So. 20. Juli 11:00   | TC Blau-Weiß Halle            | Bremerhavener TV 1905         | 6:0     | 12:1  | 74:40  |
| So. 27. Juli 11:00   | Bremerhavener TV 1905         | TK Kurhaus Lambertz Aachen    | 0:6     | 1:12  | 47:54  |
| So. 27. Juli 11:00   | Badwerk Gladbacher HTC        | TV Reutlingen                 | 2:4     | 6:9   | 58:62  |
| So. 27. Juli 11:00   | Erfurter Tennis-Club Rot-Weiß | HTC Blau-Weiß Krefeld         | 5:1     | 10:3  | 62:43  |
| So. 27. Juli 11:00   | TC Blau-Weiss Neuss           | Rochusclub Düsseldorf         | 3:3     | 8:7   | 55:52  |
| So. 27. Juli 11:00   | TK GW Mannheim                | TC Blau-Weiß Halle            | 3:3     | 7:7   | 55:62  |
| So. 3. August 11:00  | TK Kurhaus Lambertz Aachen    | TC Blau-Weiß Halle            | 1:5     | 4:10  | 49:66  |
| So. 3. August 11:00  | TV Reutlingen                 | Bremerhavener TV 1905         | 4:2     | 8:4   | 61:43  |
| So. 3. August 11:00  | Erfurter Tennis-Club Rot-Weiß | TC Blau-Weiss Neuss           | 6:0     | 12:2  | 71:46  |
| So. 3. August 11:00  | Rochusclub Düsseldorf         | HTC Blau-Weiß Krefeld         | 3:3     | 6:8   | 56:63  |
| So. 3. August 11:00  | TK GW Mannheim                | Badwerk Gladbacher HTC        | 3:3     | 7:7   | 65:63  |
| So. 10. August 11:00 | Bremerhavener TV 1905         | Rochusclub Düsseldorf         | 0:6     | 1:12  | 33:74  |
| So. 10. August 11:00 | HTC Blau-Weiß Krefeld         | TC Blau-Weiss Neuss           | 3:3     | 8:7   | 58:51  |
| So. 10. August 11:00 | TK Kurhaus Lambertz Aachen    | TK GW Mannheim                | 6:0     | 12:1  | 72:42  |
| So. 10. August 11:00 | Badwerk Gladbacher HTC        | Erfurter Tennis-Club Rot-Weiß | 2:4     | 7:9   | 49:48  |
| So. 10. August 11:00 | TC Blau-Weiß Halle            | TV Reutlingen                 | 6:0     | 12:0  | 72:29  |